# Procession de la Pucelette
La Procession de la Pucelette fait partie des fêtes les plus importantes du Borinage et de la région montoise. Chaque lundi de la Pentecôte, Wasmes (commune de Colfontaine) organise une procession et un tour du village pour commémorer une ancienne légende.

## Origine
D'après la tradition, la procession de la Pucelette tire ses origines d'une légende du XIIe siècle. Selon cette légende, vers 1130, une bête monstrueuse (sans doute un dragon), qui a son repaire dans les marais de Wasmes, sème la crainte dans le Borinage. Elle s'attaque à tout ce qui se présente sur son passage et dévore ses victimes. Un jour, le seigneur et chevalier Gilles de Chin apprend l'existence de ce monstre qui se serait emparé d'une petite fille de Wasmes, une « pucelette » de 4 ou 5 ans, qu'il retiendrait captive dans son antre. Il invoque Notre-Dame avant d'entreprendre son expédition et lui demande de le guider pour aller délivrer cette petite fille. Sûr de sa victoire, il se met en route. Il se dirige vers les marais de la Haine où se trouve le dragon.
Après un combat d'une journée au terme duquel le dragon est vaincu, Gilles de Chin tranche la tête de la bête pour la ramener en guise de trophée, et secourt la pucelette. Revenus à Wasmes en vainqueurs, les habitants leur font un triomphe et organisent des festivités en leur honneur. Le lendemain, la gueule du dragon est remise au comte, à Mons. Autrefois conservée en la Maison Jean Lescarts, anciennement Musée du Folklore et de la Vie montoise, une curieuse tête de crocodile momifiée était présentée comme la tête du dragon de Wasmes. Mentionnée pour la première fois en 1409 dans l'inventaire des meubles de l'Hôtel de Guillaume IV à Paris, elle fut, sur les ordres de ce prince, envoyée à Mons pour être déposée à la trésorerie. En réalité, il s'agit de la tête momifiée d'un crocodile du Nil. Il s'agit, selon toute vraisemblance, d'un trophée de chasse ramené au pays par un croisé.
Cette légende a été étudiée dès le XIXe siècle. Henri-Florent Delmotte, le premier , a démontré que ce combat n’était qu’un symbole de l'assèchement, par Gilles de Chin, des marais de Wasmes, rendus par lui à l’agriculture et donnés à l’abbaye de Saint-Ghislain. 
La procession, dédiée à la Vierge, se situe dans la lignée des processions des croix banales, qui avaient lieu aux alentours de la Pentecôte et étaient destinées à rendre hommage et à permettre de verser l'obole à l'abbaye suzeraine voisine dont dépendait le clergé. Ici, l'abbaye de Saint-Ghislain.

## La Pucelette

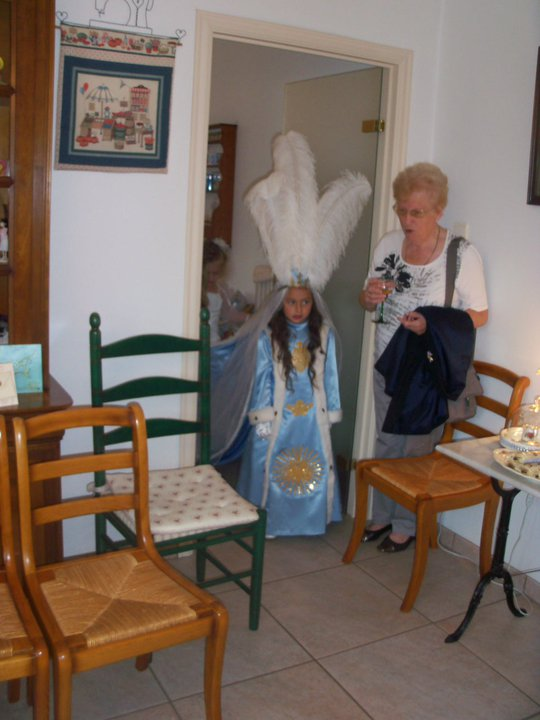
La pucelette en habit

La Pucelette, symbole de pureté et d'innocence, est une petite fille de 4 ou 5 ans qui incarne l'enfant délivrée par Gilles de Chin du dragon de Wasmes. Elle est aujourd'hui désignée chaque année par le curé de Wasmes. Il s'agit d'un privilège rare et recherché par les familles.
Ce personnage du folklore belge présente des similarités avec le Doudou de Mons qui s'inspire de la même légende.
Elle est coiffée d'un diadème surmonté de 3 plumes d'autruche. La robe est en satin bleu ciel munie d'une traîne portée par la Pucelette de l'année précédente. L'ensemble de la robe est bordé de fourrure blanche rehaussé de points noirs. Sur la robe, il y a trois appliques : un cœur cerclé d'une couronne d'épines et garni de boutons de roses sur la poitrine, une couronne à trois fleurons et un grand M avec des rayons à hauteur des genoux. Le voile blanc sera offert à la Vierge qui le portera pendant la procession l'année suivante.

## Déroulement
Cette procession retracerait le périple accompli par le dragon blessé avant qu'il ne meure.
Le lundi de la Pentecôte, pendant l'après-midi, c'est la présentation de la Pucelette (symbolisée par une fillette) à la population. On va chercher la Pucelette à son domicile. On l'escorte ensuite jusqu'à l'église pour une bénédiction solennelle. 
La procession commence le lendemain à 4 heures du matin. Les pèlerins escortent la statue de Notre-Dame de Wasmes, en bois polychrome du XVIIe siècle,  à laquelle Gilles de Chin avait confié le succès de son entreprise, sur un tour long de 17 km, qui part de l'église de Wasmes et s'achève dans cette même église. Jusqu'en 2015, seules les femmes étaient autorisées à porter la statue de la Vierge. Vers 7 h, la Pucelette rejoint la procession à Hornu où elle accueille les pèlerins. Tout le long du parcours, qui traverse plusieurs communes du voisinage, des festivités sont organisées. Arrivée à l'église de Wasmes, la pucelette fait trois saluts et entre dans l'église. La tradition accorde au salut de la pucelette la faculté de porter bonheur aux personnes présentes.
Le retour à Wasmes se situe vers 11 h. Les pèlerins sont attendus par la population du village, par le doyen et le bourgmestre qui entourent la Pucelette. Celle-ci envoie des baisers à la foule à maintes reprises. Accompagnée des communiants de l'année, elle est présentée à la foule. Hissée sur une table, elle salue l'assistance à 3 reprises en portant les mains sur le cœur, tête inclinée, envoyant des baisers. Une grand-messe à l'église est suivie par une réception à l'hôtel de ville.
Les festivités se terminent par la «messe des Brayoux» (= braire en patois local. Se dit des pleurs d'un enfant), un office de bénédiction se tenant le jeudi pour les jeunes enfants à laquelle assiste la pucelette. Une fois l’office terminé, la pucelette a fini son rôle pour l'année.

## Pour aller plus loin

### Documentaire
En 1926, le réalisateur Antoine Castille a réalisé un documentaire sur la procession intitulé La Procession de la Pucelette.